# Azimuth (Band)
Azimuth war eine britische Jazzgruppe im Modern Creative Stil, die von 1977 bis 2000 aktiv war.
Azimuth bestand aus dem Pianisten und Organisten John Taylor, dem Trompeter Kenny Wheeler und der Sängerin Norma Winstone. Das Trio, teilweise ergänzt durch weitere Musiker, spielte zeitgenössischen Jazz mit einer kammermusikalischen Haltung.

## Diskografie
- Azimuth (ECM, 1977)
- The Touchstone (ECM, 1978)
- Azimuth with Ralph Towner Départ (ECM, 1979)[1]
- Azimuth ’85 (ECM)
- How It Was Then ...Never Again (ECM, 1994)
- Kenny Wheeler, Norma Winstone, John Taylor with The Maritime Jazz Orchestra: Siren's Song (Justin Time, 1997)